# Hans Haider (Journalist)
Hans Haider (* 10. März 1946 in Innsbruck) ist ein österreichischer Kulturjournalist und Autor.

## Leben
Hans Haider studierte Theaterwissenschaft und Kunstgeschichte in Wien. Ab 1972 war er Sekretär in der Österreichischen Gesellschaft für Literatur. 1974 – 2008 war Haider Kulturredakteur bei der Tageszeitung Die Presse, Theater- und Literaturkritiker. Er begründete dort das Supplement Literaricum. Zwischen 1987 und 1989 war er Ressortleiter der Beilage Spectrum, von 1992 bis 2008 Ressortleiter für Kultur. 2004 bis 2006 war er beurlaubt und koordinierte im Bundeskanzleramt das österreichische Jubiläumsjahr 2005 zum Gedenken an die Wiedererrichtung der Republik 1945, den Staatsvertrag 1955 und den EU-Beitritt 1995. Er war zudem Mitglied des Rats für deutsche Rechtschreibung von 2005 bis 2008. Ab 2008 war Haider Theaterkritiker in der Wiener Zeitung.

## Ehrungen und Auszeichnungen
- 1991 Österreichischer Staatspreis für Literaturkritik für seinen Einsatz um das Werk des früh verstorbenen Südtiroler Dichters Norbert Conrad Kaser
- 2002 Berufstitel Professor

## Werke
Als Autor
- Schreibfrieden. Erste Hilfe zur neuesten Rechtschreibung. Ed. Steinbauer, Wien 2006, ISBN 978-3-902494-16-0.
- Elisabeth Gehrer. Reportage eines politischen Lebens. Ed. Steinbauer, Wien 2008, ISBN 978-3-902494-32-0.
- Der bissige Bleistift: Erich Gold – Goltz – Peters. Karikaturen in Berlin, Wien, New York. Bachmann Verlag, Berlin 2019, ISBN 978-3-96234-025-4.
- Ernst Jandl 1925–2000. Eine konkrete Biographie. J.B. Metzler Verlag, Berlin/Heidelberg 2023, ISBN 978-3-662-66638-8, doi:10.1007/978-3-662-66639-5.

Als Herausgeber
- Norbert C. Kaser: Eingeklemmt. Gedichte, Geschichten und Berichte, Stadtstiche, poetische Protokolle, Polemik, Agitation. Edition Galerie Bloch, Innsbruck 1979
- Norbert C. Kaser: Kalt in mir. Ein Lebensroman in Briefen. Hannibal, Wien 1981, ISBN 3-85445-003-6.
- An mein Kind. Briefe von Vätern. Niederösterreichisches Pressehaus, St. Pölten 1984;
Deutscher Taschenbuch-Verlag München 1986, ISBN 3-423-10681-6 (dtv-Taschenbuch 10681).
- Barbara Frischmuth: Wassermänner. Lesestücke aus Seen, Wüsten und Wohnzimmern. Mit einem Nachwort von Hans Haider. Residenz, Salzburg 1991, ISBN 3-7017-0721-9.
- Das Kaser-Lesebuch. Eine Auswahl aus Lyrik, Prosa und Briefen von Norbert C. Kaser. Haymon, Innsbruck 1993, ISBN 3-85218-133-X.
- Serge Sabarsky: Ich, Serge Sabarsky. Holzhausen, Wien 1997, ISBN 3-900518-69-6.